# Acianthera amaralii
Acianthera amaralii é uma espécie de orquídea nativa do Brasil.